# Соколов, Алексей Александрович (марафонец)
Алексей Александрович Соколо́в (10 апреля 1983, Ленинград, СССР) — российский марафонец, участник чемпионатов мира по лёгкой атлетике 2011 и 2013 годов, мсмк.

## Спортивная биография
Второе место в чемпионате и первенстве России по марафону 2010 года: 2:12.02 .
Победитель пробега Пушкин — Санкт-Петербург (30 км) 2008 года со временем 01:32.04.
Участник чемпионатов мира по лёгкой атлетике 2011 и 2013 годов: 21 и 24 места соответственно.
Женат, проживает в Выборге.

## Тёзки
В марафонской сборной команде Санкт-Петербурга и России два Алексея Соколовых: Алексей Владимирович и Алексей Александрович 1983 года рождения. Чтобы различать спортсменов, их стали в разговоре называть «старшо́й» и «младшо́й», а в протоколах соревнований стали именовать как «Алексей Соколов-ст.» и «Алексей Соколов-мл.». В настоящее время (2012 г.) Алексей Соколов-старший является вторым тренером Алексея Соколова-младшего.
На чемпионате мира по лёгкой атлетике 2011 года они вдвоём представляли Россию в марафоне. Когда спортсмены участвуют вместе в международных стартах, часто возникают курьёзные моменты, связанные с одинаковыми именами.